# گویش گراشی
لهجه گراشی یکی از لهجه‌های زبان اچمی است که خود یکی از بازمانده‌های زبان پارسی میانه (پارسیگ/پهلوی) است که در شهر گراش در جنوب استان فارس ایران متداول است. اچمی زبان مناطق جنوب فارس و غرب هرمزگان و شرق بوشهر مانند شهرستان‌های لارستان، خنج، گراش، اوز و بستک است و در مقایسه با زبان فارسی امروزی، دست‌نخورده‌تر است.

## ضمایر
|         | گسسته  | گسسته         | پیوسته | پیوسته |
| شخص     | مفرد   | جمع           | مفرد   | جمع    |
| ------- | ------ | ------------- | ------ | ------ |
| یکم شخص | ما     | اَما           | اُم     | مو     |
| دوم شخص | تِه     | شُما           | اُت     | تو     |
| سوم شخص | ای/اَنَه | ایشنیا/اَنَشنیا | اُش     | شو     |

## واژگان
تلخ=تَهر
ر‌َچِنهَ=ناودان
پَرواسَه=جانپناه
شور=شِر shēr، سِر sēr
مِسِراو=حياط(میانسرا)
خَش=خوب
بوری=خیلی
بُرهِ=برو 
ذا=می‌آید
چو=رفت
وَ=وايسا
لِچ=مارمولک‌کوچک
کَلپُک=مارمولک‌بزرگ 
آویشن=اَوِشَه
اَسَمَه=پلوکش 
گَپ=بزرگ